# 塔雷格·哈米迪
塔雷格·哈米迪（阿拉伯語：طارق حامدي，1998年7月26日—），沙特阿拉伯男子空手道运动员，2018年亚洲运动会男子84公斤以上级铜牌得主、2020年夏季奥运会男子75公斤以上级银牌得主、2022年亚洲运动会男子84公斤以上级铜牌得主。